# Into the Great Wide Open (lied)
Into the Great Wide Open is een single van Tom Petty and the Heartbreakers. Het staat op hun gelijknamige album uit 1991. De single werd nergens een grote hit, maar is toch een van de bekendste nummers van Tom Petty.

## Achtergrond
De tekst gaat over een jongen, Eddie, die na zijn afstuderen naar Hollywood verhuist. Hij werkt enige tijd bij een nachtclub. Van zijn vriendin Anwar (die dezelfde tatoeage heeft als hij) leert Eddie gitaar spelen, waarna hij het helemaal maakt in de muziekwereld. Maar het succes stijgt Eddie naar het hoofd, hij raakt aan de drank en gaat zich misdragen. Hierdoor gooit hij zowel zijn carrière als zijn relatie te grabbel.
In het refrein komt de zin a rebel without a clue voor. Petty leende die tekst uit het nummer I’ll be you van The Replacements, met wie Petty had getoerd. Muziekproducent Jeff Lynne was frontman van Electric Light Orchestra.

## Videoclip
Het gebrek aan succes van de single werd gecompenseerd door het succes van de bijbehorende videoclip. Daarin was een aantal filmsterren te zien:
- Johnny Depp als Eddie Rebel, hoofdpersoon
- Faye Dunaway als Eddie’s manager
- Gabrielle Anwar als Eddie’s vriendin
- Tom Petty als roadie
- Terence Trent D'Arby als andere manager
- Chynna Phillips uit zanggroep Wilson Phillips
- Matt LeBlanc
- Mike Campbell
- Howie Epstein - motordealer

De videoclip werd opgenomen toen de opnamen voor de film Arizona Dream stil kwamen te liggen door een zenuwaanval van regisseur Emir Kusturica. Er werd in totaal achttien minuten “geschoten”.
De B-kanten van deze cd-single waren afkomstig van eerdere albums van de band.

## Hitnotering
In Nederland werden de Nederlandse Top 40 en de Nationale Top 100 op Radio 3 niet bereikt en in België de Vlaamse Radio 2 Top 30 niet bereikt. In het Verenigd Koninkrijk werd de UK Singles Chart niet bereikt.

### Vlaamse Ultratop 50
| Positie: | 48 | 49 | 48 | uit |

### NPO Radio 2 Top 2000
| Nummer met noteringen in de NPO Radio 2 Top 2000 | '14  | '15-'16 | '17  | '18  |
| ------------------------------------------------ | ---- | ------- | ---- | ---- |
| Into the Great Wide Open                         | 1842 | -       | 1562 | 1724 |

1. ↑  Een '-' betekent dat het nummer niet was genoteerd en een vetgedrukt getal geeft de hoogste notering aan.
2. ↑  2014 was het eerste jaar met een notering voor dit nummer.
3. ↑  Deze tabel is bijgewerkt tot en met de laatste editie (2024).